# Sieciechów (Powiat Kozienicki)
Sieciechów ist ein Dorf sowie Sitz der gleichnamigen Landgemeinde im Powiat Kozienicki der Woiwodschaft Masowien, Polen.

## Gemeinde
Zur Landgemeinde Sieciechów gehören folgende 16 Ortschaften mit einem Schulzenamt:
Głusiec
Kępice
Łoje
Mozolice Duże
Mozolice Małe
Nagórnik
Nowe Słowiki
Opactwo
Sieciechów
Słowiki-Folwark
Stare Słowiki
Wola Klasztorna
Wólka Wojcieszkowska
Występ
Zajezierze
Zbyczyn
Weitere Orte der Gemeinde sind Kresy, Leśna Rzeka und Przewóz.